# Maxime Lestienne
Maxime Lestienne (Courtrai, 17 giugno 1992) è un calciatore belga, attaccante dei Lion City Sailors.

## Caratteristiche tecniche
Lestienne è un esterno offensivo di piede mancino che può giocare sia a destra che a sinistra, dotato di buona tecnica individuale, abile nel dribbling, nei cross e molto veloce. La sua visione di gioco gli consente anche di essere un buon assist-man.

## Carriera

### Club
Nasce e cresce calcisticamente nelle trafile giovanili del Mouscron, fino a quando, nella stagione 2009-2010, si fa conoscere al grande pubblico. Dopo la bancarotta del Mouscron, si interessarono a lui l'Everton e il PSV, ma passò al Club Bruges il 6 gennaio 2010. Nel Club Bruges, l'allenatore Christoph Daum decise di puntare su di lui. Nei primi due anni raccolse poche presenze per via della giovane età; nella stagione 2012-2013 arriva l'attesa esplosione: colleziona 38 presenze tra Jupiler Pro League e Playoff condite da 17 goal e 13 assist.
Nella stagione successiva non è da meno e si conferma a grandi livelli: disputa 39 presenze e realizza 11 goal e 14 assist. Matura, in questi anni, anche una discreta esperienza a livello europeo, disputando l'Europa League. Chiude l'esperienza nel Club Bruges disputando complessivamente 157 presenze con 39 gol tra campionato, coppa nazionale e coppe europee.
Il 1º settembre passa titolo temporaneo, con diritto di opzione per l'acquisizione definitiva, alla squadra italiana del Genoa tramite il club qatariota dell'Al-Arabi. Fa il suo esordio in maglia rossoblù il 21 settembre in occasione della vittoria casalinga (1-0) contro la Lazio. Nonostante i pochi minuti di gioco concessigli dall'allenatore, Lestienne lascia intravedere potenzialità al di sopra della media, come dimostrano i due assist messi a referto contro il Sassuolo alla diciannovesima giornata di Serie A. Segna il suo primo gol in maglia rossoblù nella partita contro l'Inter il 23 maggio 2015 al 41' sfruttando con caparbietà un'incertezza della retroguardia nerazzurra; la partita finirà 3-2 per il Genoa.
Il 12 luglio 2015 viene ceduto in prestito al PSV. Il 20 dicembre viene arrestato, insieme al compagno di squadra Jeroen Zoet, per una colluttazione avuta al termine della partita vinta 3-2 contro il PEC Zwolle. I due sono stati rilasciati la notte stessa dopo essere stati ascoltati dalle forze dell'ordine. Con la squadra olandese si aggiudica l'Eredivisie all'ultima giornata di campionato, beffando al fotofinish gli storici rivali dell'Ajax.
Terminato il prestito al PSV, il 6 luglio 2016 Lestienne viene presentato al pubblico come nuovo giocatore del Rubin Kazan.
Il 31 gennaio 2018, Lestienne è passato al Málaga in prestito fino alla fine della stagione 2017-2018.
Il 25 luglio 2018 è tornato in Belgio, firmando con lo Standard Liegi. Durante la stagione 2019-2020, durante la fase a gironi di UEFA Europa League, Lestienne ha segnato un gol nei minuti di recupero tramite un brillante contropiede nella vittoria contro l'Eintracht Frankfurt. Dopo 109 presenze e 21 gol per il club, ha annunciato il proprio addio.
L'8 febbraio 2022, Lestienne troverà la sua squadra ideale direttamente a Singapore, firmando per i Lion City Sailors con un contratto biennale.
Alla 22ª giornata, Lestienne aveva collezionato 10 gol e 20 assist per i Sailors. Nella sua prima stagione, ha vinto il Singapore Community Shield 2022. Il 13 agosto 2022 è riuscito a ottenere 2 gol e 4 assist nella vittoria per 10-1 contro gli Young Lions. Due settimane dopo, Lestienne ha segnato 1 gol e 4 assist contro l'Hougang United in una vittoria per 9-4. È stata la sua seconda quadrupla di assist in stagione e la terza tripletta di assist in stagione. Ha concluso la stagione 2022 con una splendida prestazione di 16 gol e 28 assist in 34 partite. Il 7 marzo 2023, si è aggiudicato una tripletta di assist contro il Tanjong Pagar United.

### Nazionale
A partire dal 2007 viene convocato in tutte le nazionali minori del Belgio, a partire dall'Under-15.
Il 6 settembre 2011 esordisce con l'Under-21 in una partita persa dalla sua squadra per 3-1 contro i pari età della Norvegia. Nel mese di settembre del 2013 è stato squalificato dalla federazione per sei mesi dopo essere stato sorpreso in ritiro assieme a una ragazza prima della gara di qualificazione agli Europei Under-21 contro l'Italia.

## Statistiche

### Presenze e reti nei club
Statistiche aggiornate al 2 maggio 2025
| Stagione                  | Squadra                   | Campionato                | Campionato | Campionato | Coppe nazionali | Coppe nazionali | Coppe nazionali | Coppe continentali | Coppe continentali | Coppe continentali | Altre coppe | Altre coppe | Altre coppe | Totale | Totale |
| Stagione                  | Squadra                   | Comp                      | Pres       | Reti       | Comp            | Pres            | Reti            | Comp               | Pres               | Reti               | Comp        | Pres        | Reti        | Pres   | Reti   |
| ------------------------- | ------------------------- | ------------------------- | ---------- | ---------- | --------------- | --------------- | --------------- | ------------------ | ------------------ | ------------------ | ----------- | ----------- | ----------- | ------ | ------ |
| 2008-2009                 | Excelsior Mouscron        | D1                        | 2          | 0          | CB              | 0               | 0               | -                  | -                  | -                  | -           | -           | -           | 2      | 0      |
| 2009-gen. 2010            | Excelsior Mouscron        | D1                        | 18         | 3          | CB              | 0               | 0               | -                  | -                  | -                  | -           | -           | -           | 18     | 3      |
| Totale Excelsior Mouscron | Totale Excelsior Mouscron | Totale Excelsior Mouscron | 20         | 3          |                 | 0               | 0               |                    | -                  | -                  |             | -           | -           | 20     | 3      |
| gen.-giu. 2010            | Club Bruges               | D1                        | 5+7        | 0+1        | CB              | 2               | 0               | UEL                | 2                  | 0                  | -           | -           | -           | 16     | 1      |
| 2010-2011                 | Club Bruges               | D1                        | 11+4       | 2+0        | CB              | 2               | 0               | UEL                | 1+2                | 0+0                | -           | -           | -           | 20     | 2      |
| 2011-2012                 | Club Bruges               | D1                        | 13+6       | 3+3        | CB              | 1               | 0               | UEL                | 2+3                | 0+1                | -           | -           | -           | 25     | 7      |
| 2012-2013                 | Club Bruges               | D1                        | 28+10      | 12+5       | CB              | 2               | 0               | UCL + UEL          | 1+6                | 0+1                | -           | -           | -           | 47     | 18     |
| 2013-2014                 | Club Bruges               | D1                        | 29+10      | 10+1       | CB              | 2               | 0               | UEL                | 1                  | 0                  | -           | -           | -           | 42     | 11     |
| ago. 2014                 | Club Bruges               | D1                        | 4          | 0          | CB              | 0               | 0               | UEL                | 3                  | 0                  | -           | -           | -           | 7      | 0      |
| Totale Club Bruges        | Totale Club Bruges        | Totale Club Bruges        | 90+37      | 27+10      |                 | 9               | 0               |                    | 21                 | 2                  |             | -           | -           | 157    | 39     |
| 2014-2015                 | Genoa                     | A                         | 23         | 1          | CI              | 1               | 0               | -                  | -                  | -                  | -           | -           | -           | 24     | 1      |
| 2015-2016                 | PSV                       | ED                        | 14         | 1          | CO              | 1               | 0               | UCL                | 4                  | 2                  | SO          | -           | -           | 19     | 3      |
| 2016-2017                 | Rubin Kazan'              | PL                        | 13         | 3          | CR              | 2               | 0               | -                  | -                  | -                  | -           | -           | -           | 15     | 3      |
| 2017-gen.2018             | Rubin Kazan'              | PL                        | 10         | 2          | CR              | 2               | 1               | -                  | -                  | -                  | -           | -           | -           | 12     | 3      |
| Totale Rubin Kazan        | Totale Rubin Kazan        | Totale Rubin Kazan        | 23         | 5          |                 | 4               | 1               |                    | 0                  | 0                  |             | 0           | 0           | 27     | 6      |
| gen.-giu.2018             | Malaga                    | PD                        | 12         | 0          | CR              | 0               | 0               | -                  | -                  | -                  | -           | -           | -           | 12     | 0      |
| 2018-2019                 | Standard Liegi            | D1                        | 27         | 5          | CB              | 1               | 0               | UEL                | 5                  | 0                  | -           | -           | -           | 33     | 5      |
| 2019-2020                 | Standard Liegi            | D1                        | 27         | 7          | CB              | 2               | 1               | UEL                | 5                  | 2                  | -           | -           | -           | 34     | 10     |
| 2020-2021                 | Standard Liegi            | D1                        | 33         | 5          | CB              | 3               | 0               | UEL                | 4                  | 2                  | -           | -           | -           | 40     | 7      |
| 2021-gen.2022             | Standard Liegi            | D1                        | 8          | 0          | CB              | -               | -               | -                  | -                  | -                  | -           | -           | -           | 8      | 0      |
| Totale Standard Liegi     | Totale Standard Liegi     | Totale Standard Liegi     | 95         | 17         |                 | 6               | 1               |                    | 14                 | 4                  |             | -           | -           | 115    | 22     |
| 2022                      | Lion City Sailors         | PL                        | 25         | 12         | CS              | 3               | 3               | ACL                | 6                  | 1                  | SS          | 0           | 0           | 34     | 16     |
| 2023                      | Lion City Sailors         | PL                        | 24         | 25         | CS              | 5               | 1               | ACL                | 6                  | 1                  | -           | -           | -           | 35     | 27     |
| 2024-2025                 | Lion City Sailors         | PL                        | 27         | 14         | CS              | 0               | 0               | ACL2               | 12                 | 4                  | SS+ACC      | 1+5         | 1+1         | 45     | 20     |
| Totale Lion City Sailors  | Totale Lion City Sailors  | Totale Lion City Sailors  | 76         | 51         |                 | 8               | 4               |                    | 24                 | 6                  |             | 6           | 2           | 114    | 63     |
| Totale carriera           | Totale carriera           | Totale carriera           | 390        | 115        |                 | 29              | 6               |                    | 63                 | 14                 |             | 6           | 2           | 488    | 137    |

## Palmarès
Supercoppa dei Paesi Bassi: 1 
PSV: 2015
 Campionato olandese: 1 
PSV: 2015-2016
Coppa di Singapore: 1 
Lion City Sailors: 2023
Supercoppa di Singapore: 2 
Lion City Sailors: 2022, 2024